# John Knatchbull
John Ulick Knatchbull, 7de baron Brabourne, (Londen, 9 november 1924 — Kent, 23 september 2005) was de echtgenoot van Patricia Mountbatten, een afstammeling van koningin Victoria van het Verenigd Koninkrijk.
John Knatchbull werd geboren in 1924 als de zoon van Michael Knatchbull, 5de baron Brabourne, en Doreen Knatchbull. Hij kreeg les aan het Eton College en Brasenose College, Oxford. Hij vocht tijdens de Tweede Wereldoorlog in Frankrijk.
Op 26 oktober 1946 trouwde hij met Patricia Mountbatten. Ze kregen acht kinderen, waaronder:
- Norton Louis Philip Knatchbull (1947)
- Nicholas Timothy Charles Knatchbull (1964–1979), stierf bij een bomaanslag van de IRA

John Knatchbull had een carrière als schoolhoofd en televisieproducer. Voor zijn prestaties als producer werd hij in 1993 onderscheiden als ‘Commander of the Order of the British Empire’.